# Bantzkowsche Sühnekapelle

Die Bantzkowsche Sühnekapelle (auch: Bantschowen-Kapell) war ein ehemaliges backsteingotisches Kirchengebäude in der Hansestadt Wismar, das von den Bürgern und dem Rat der Stadt als Sühne für ein zu Unrecht ergangenes und vollstrecktes Todesurteil errichtet werden musste.
Nach der für die wendischen Städte der Hanse äußerst ungünstig verlaufenen Schlacht von Kopenhagen (1427) während des Dänisch-Hanseatischen Kriegs (1426–1435) kam es in den Hansestädten der südlichen Ostseeküste zu Unruhen. Wismar hatte bereits von 1410 bis 1416 ein von den Handwerksämtern gebildeter Neuer Rat unter dem wortführenden Wollweber und Bürgermeister Claus Jesup das bisherige Patriziat entmachtet und den Alten Rat vertrieben. Nach der Niederlage der Flotte unter den Repräsentanten des 1416 wieder an die Macht gelangten Patriziats betrieb Jesup die Hinrichtung der Bürgermeister Johann Bantzkow und Hinrik van Haren, die von den Führern der Handwerksämter für die Niederlage verantwortlich gemacht wurden. Bantzkow und van Haren wurden zum Tode verurteilt und auf dem Marktplatz hingerichtet. Nachdem so die Repräsentanten des Alten Rates dauerhaft ausgeschaltet waren, wurde erneut ein Neuer Rat unter Jesup als neuem Bürgermeister eingesetzt.
Die Familie des ehemaligen Bürgermeisters Bantzkow wandte sich an Kaiser Sigismund und erreichte dessen energisches Einschreiten gegen den Neuen Rat, der 1430 wieder abgesetzt wurde. Als Wiedergutmachung für die Hinrichtung der beiden Bürgermeister ohne Rechtsgrundlage musste die Stadt nicht nur einen Denkstein an beide auf der Richtstätte auf dem Marktplatz errichten, sondern auch eine Kapelle auf dem Kirchhof nordwestlich der Marienkirche. Die rechteckige Kapelle mit einem Walmdach über zwei quadratischen Gewölben war am 1. März 1433 fertiggestellt und wurde St. Maria, St. Elisabeth, St. Benedict und Allen Heiligen geweiht.
Um 1850 war sie einem wohlhabenden Nachbarn ein Dorn im Auge und es brach ein Streit über die Höhe der Kosten einer anstehenden Instandsetzung aus. Die Abrissbefürworter setzten sich in der innerstädtischen Diskussion durch. Da die Kapelle ohne Erlaubnis der Kirchenleitung abgebrochen wurde, sprach der Großherzog Friedrich Franz II. von Mecklenburg-Schwerin sein „Allerhöchstes Missfallen“ aus.